# Simulium longtanstum
Simulium longtanstum är en tvåvingeart som beskrevs av Ren Bing, An och Kang 1998. Simulium longtanstum ingår i släktet Simulium och familjen knott.
Artens utbredningsområde är Shandong (Kina). Inga underarter finns listade i Catalogue of Life.